# A Step Out of Line
A Step Out of Line ist ein US-amerikanischer Fernsehfilm von Bernard McEveety aus dem Jahr 1971 mit Peter Falk, Vic Morrow und Peter Lawford in den Hauptrollen als drei Veteranen des Vietnamkriegs, die einen ausgeklügelten Bankraub in die Tat umsetzen. Der Kriminalfilm wurde durch den Sender CBS am 26. Februar 1971 zum ersten Mal ausgestrahlt.

## Handlung
Harry Connors benötigt dringend Geld, um die Dialyse seines Vaters bezahlen zu können. Es gelingt ihm, seine ebenso in Geldnöten steckenden Veteranen-Freunde Joe Rawlins und Chad Harmon davon zu überzeugen, ein lokales Geldwechselbüro auszurauben. Rawlins als entlassener Elektroniker verfügt über die Fähigkeiten, die für den Raub benötigt werden. Nachdem der Überfall ausgeführt wurde, fällt die Beute weitaus geringer aus als von den dreien erwartet und Connors schlägt vor, einen weiteren Raub durchzuführen. Bevor sie jedoch erneut handeln können, kommt es zu ihrer Festnahme.

## Wissenswertes
Peter Falk trägt in seiner Rolle teilweise eine Bekleidung, die an seinen Charakter in der 1971 zeitgleich ausgestrahlten Fernsehserie Columbo erinnert.